# Comuna Mirna
Comuna Mirna (în slovenă Občina Mirna) este o comună din Slovenia. Reședința sa este localitatea Mirna.

## Localități
Brezovica pri Mirni, Cirnik, Debenec, Glinek,  Gomila, Gorenja vas pri Mirni, Migolica, Migolska Gora, Mirna, Praprotnica, Ravne, Sajenice, Selo pri Mirni, Selska Gora, Stan, Stara Gora, Ševnica, Škrjanče, Trbinc, Volčje Njive, Zabrdje, Zagorica